# Union Pacific Challenger
I gruppi CSA e 4-6-6-4 (classe 3900), comunemente chiamati Challenger, sono un gruppo di enormi locomotive a vapore articolate di tipo Mallet costruito dalla American Locomotive Company dal 1936 al 1944 e adoperato dalla Union Pacific Railroad fino alla fine degli anni '50.
Furono costruite 105 unità in 5 lotti. Operarono su quasi tutta la rete UP principalmente in testa a treni merci, ma alcune trainarono convogli passeggeri come il Portland Rose. Il progetto e le prestazioni fornirono le basi per la Big Boy, che avevano la sagoma delle ultime tre versioni delle Challenger.

## Storia

### Descrizione
Il nome "Challenger" fu dato alle locomotive di rodiggio 4-6-6-4: due assi sul carrello portante anteriore del telaio frontale per permettere alla motrice di snodarsi in curva, due gruppi di sei ruote motrici e altri due assi portanti posteriori per reggere il fondo della motrice e il suo enorme focolare. Ogni gruppo di ruote motrici viene azionato da due cilindri; in pratica, due gruppi motori. La Union Pacific sviluppò due versioni di Challenger costruite in cinque lotti: le CSA-1 e CSA-2 "leggere" e le 4664-3, 4664-4 e 4664-5 "pesanti".
La ferrovia cercava locomotive potenti in grado di gestire i dislivelli di montagna ad alta velocità. In precedenza, le locomotive articolate erano state limitate a basse velocità dal loro design. Le innovazioni tecniche consentirono alle Challenger di operare con una pressione massima di 1,93 MPa, solitamente riservato alle locomotive per treni passeggeri come le FEF. Avevano enormi ruote motrici da 1.753 mm, di solito viste sulle locomotive per i passeggeri, perché quelle da merci normalmente richiedono una maggiore coppia motrice fornita da ruote più piccole. Potevano superare i 100 km/h; sebbene ciò fosse insolito sulla maggior parte delle altre compagnie ferroviarie che utilizzassero locomotive a vapore articolate, sulla Union Pacific diventò normale. Grazie alla loro velocità furono inizialmente assegnate ai convogli di derrate deperibili (Pacific Fruit Express) e furono adoperate anche per i treni passeggeri.
Quando le prime Challenger entrarono in servizio nel 1936, lungo la linea principale sui Monti Wasatch tra Green River e Ogden, le locomotive avevano difficoltà a scalare le ripide pendenze. Lungo la maggior parte del percorso, il massimo grado di inclinazione in ogmi direzione è dell'8,2‰, ma il fianco occidentale affacciato verso Ogden raggiungeva l'11,4‰. Trainare un convoglio merci da 3.300 t richiedeva la trazione multipla (helper engine), solitamente effettuata con le poco gradite doppie trazioni in testa con inevitabili perdite di tempo tra aggancio, sgancio e accudienza della seconda macchina. Queste limitazioni approntarono le Big Boy nel 1941, assieme a una riprogettazione degli ultimi tre lotti dal 1942 al 1944.
Usando le esperienze avute dalle Big Boy, il capo progettista della UP, Otto Jabelmann, riprogettò gli ultimi tre lotti nel 1941. Il risultato fu una locomotiva avente una massa in servizio di 288 t con un tender da 158 t se caricato per 2/3. Lo sforzo massimo di trazione calcolato è di 433 kN. Dal 1941, le Challenger dovettero accelerare i treni merci sulla collina Sherman nel Wyoming, tra Cheyenne e Green River; le pendenze orientali dei monti Wasatch da Ogden a Green River furono invece conquistate dalle Big Boy senza la trazione multipla. Nei primi anni 50 era inoltre possibile vedere una Big Boy o una Challenger pesante assieme a una GTEL (locomotiva a turbina a gas-elettrica).

### Costruzione
Le 105 locomotive furono ordinate in cinque lotti: i primi due leggeri e gli ultimi tre pesanti. Le Challenger entrarono in scena insieme alle Big Boy proprio quando il traffico ferroviario aumentò a causa della partecipazione degli Stati Uniti alla seconda guerra mondiale.
| Classe | Quantità | Costruttore                 | Numeri di serie                     | Anno di costruzione | Numero di matricola UP | Note |
| ------ | -------- | --------------------------- | ----------------------------------- | ------------------- | ---------------------- | --- |
| CSA-1  | 15       | American Locomotive Company | 68745–68759                         | 1936                | 3900–3914              | Convertite a olio combustibile nel 1941–43; rinumerate 3800–3814 nel 1944. Tutte demolite tra il 1957 e il 1958. |
| CSA-2  | 25       | American Locomotive Company | 68924–68948                         | 1937                | 3915–3939              | Convertite a olio combustibile; rinumerate 3815–3839 nel 1944. Tutte demolite nel 1958. |
| 4664-3 | 20       | American Locomotive Company | 69760–69779                         | 1942                | 3950–3969              | La 3968 fu convertita ad olio nel 1946 e rinumerata 3944. Tutte demolite tra il 1958 e il 1959. |
| 4664-4 | 31       | American Locomotive Company | 70158–70162 70169–70182 70678–70683 | 1943                | 3975–3999              | 31 costruite ma solo 25 furono consegnate alla UP (vedi in basso); 3975–3984 Convertite ad olio nel 1945; rinumerate 3708–3717 nel 1952. La 3985 fu usata per treni storici dal 1981 al 2010. La 3977 è in mostra statica. Tutte le altre demolite nel 1957. |
| 4664-5 | 20       | American Locomotive Company | 72792–72811                         | 1944                | 3930–3949              | 3930/31/32/34/37/38/43/44 convertite ad olio nel 1952 e rinumerate 3700–3707. Tutte demolite tra il 1957 e il 1959. |

Quando la ALCO costruì la quarta versione per la Union Pacific nel 1943, a causa della tabella di produzione bellica, consegnò sei locomotive completate alla Denver and Rio Grande Western Railroad tramite un contratto del War Department's Defense Plant Corporation. Le unità 3900-3905 formarono la classe L-97. Queste furono poi vendute alla Clinchfield Railroad nel 1947 e rinumerate 670-675, formando la classe E-3.

## Caratteristiche

Schema del rodiggio delle Challenger

Le Challenger sono state le prime locomotive articolate di tipo Mallet ad essere costruite con motore a semplice espansione. Il loro rodiggio, secondo la notazione Whyte è 4-6-6-4, consistente in due carrelli portanti a due assi e due gruppi motori a tre assi accoppiati, dei quali quello anteriore incernierato al telaio che regge la caldaia.
Altre classificazioni del medesimo rodiggio sono:

Classificazione UIC: (2'C)C2' (nota anche come classificazione tedesca)

Classificazione francese: 230+032

Classificazione FS e russa: 2-3-0 + 0-3-2

Classificazione turca: 35+35

Classificazione svizzera: 3/5+3/5

## Unità conservate
Sono state conservate solo due Challenger della quarta serie, costruite nel 1943.

### No. 3977

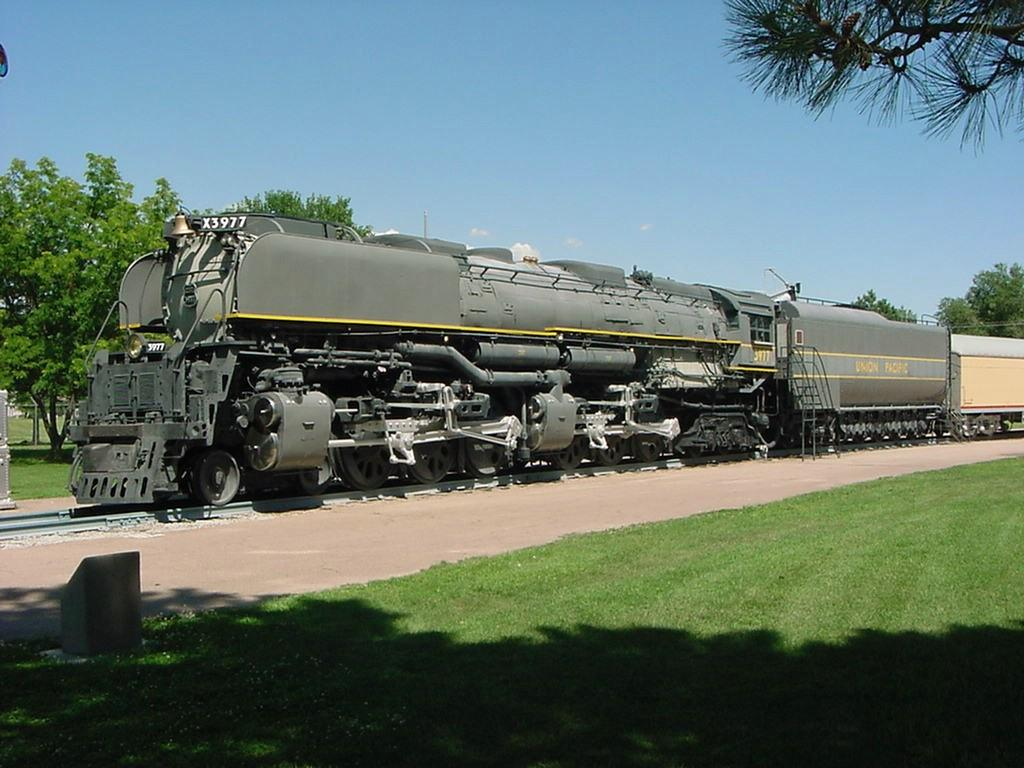

La 4664-4 No. 3977 fu costruita dalla ALCO nel giugno 1943 con numero di fabbrica 70160. Dismessa nel 1959, è tuttora esposta in livrea passeggeri a due sfumature di grigio al Cody Park di North Platte (Nebraska) (41°08′52.27″N 100°45′11.21″W), assieme alla EMD DDA40X No. 6922.

### No. 3985

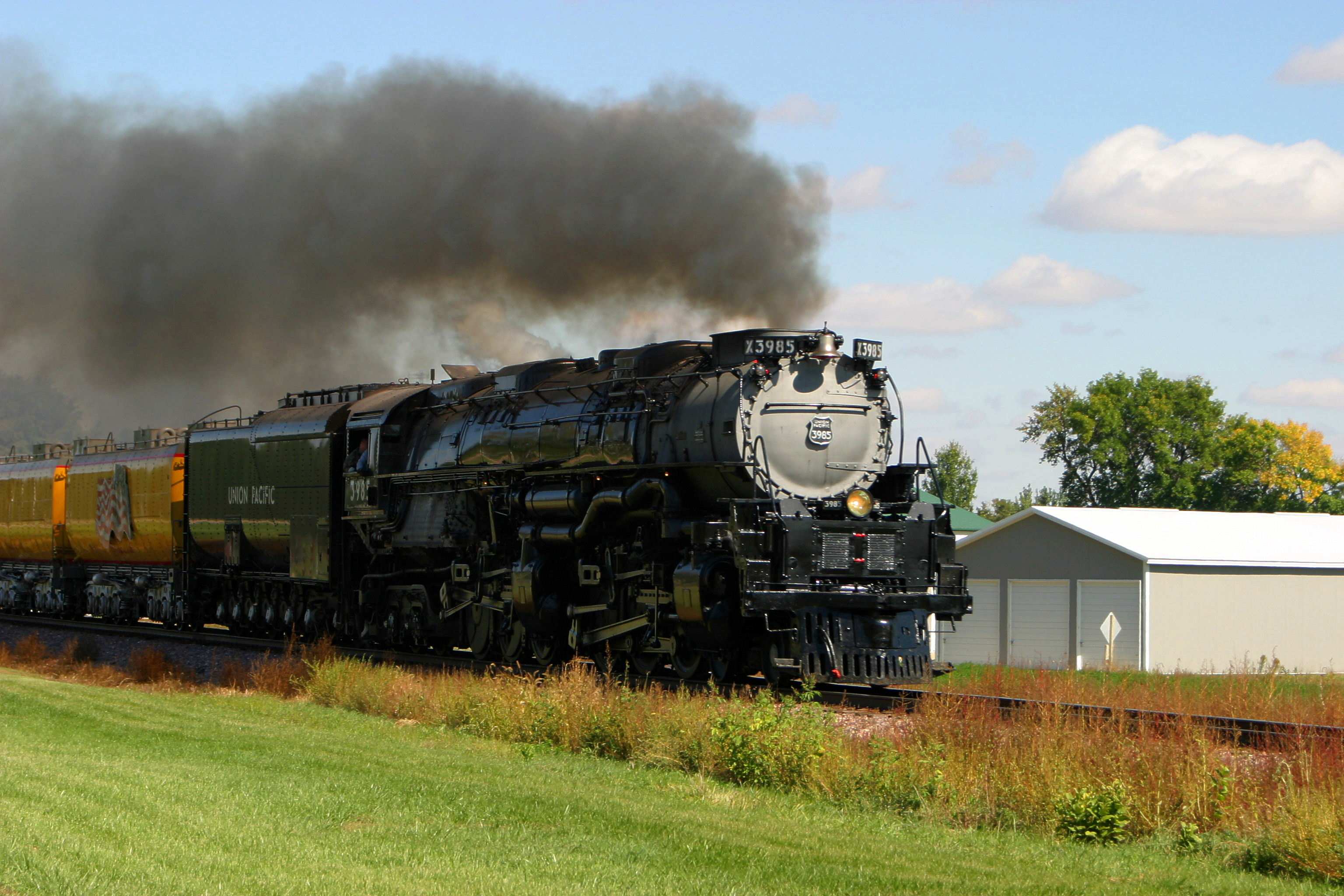
La 3985 in transito ad Alton, Iowa, il 1 ottobre 2008.

La 4664-4 No. 3985 fu costruita dalla ALCO nel luglio 1943 con numero di fabbrica 70174. Ritirata nel 1957 e dismessa ufficialmente nel 1962, rimase accantonata nella rimessa UP di Cheyenne (Wyoming) (41°07′46.9308″N 104°48′49.1688″W) assieme alla Big Boy 4023 e alla FEF-3 No. 844, in modo che potessero essere immediatamente disponibili nel caso scoppiasse una guerra. Nel 1975 venne riverniciata ed esposta all'aperto, mentre la Big Boy 4023 venne monnumentata a Kenefick Park (Omaha, Nebraska). Nel 1979 un gruppo di dipendenti volontari della Union Pacific iniziò a restaurare la 3985; i lavori terminarono nel 1981 e la locomotiva diventò la vaporiera funzionante più grande del mondo. La 3985 venne quindi utilizzata per treni speciali fino al 2010, quando fu nuovamente accantonata nella rimessa di Cheyenne per un'ormai necessaria revisione alla caldaia, ma lo Steam Team scoprì che gli autori del restauro del 1981 non avevano fatto i lavori per bene: il focolare era arrugginito, deformato e presentava crepe, per tanto non era più sicura da adoperare e i lavori, il cui costo era stimato di ben 8 milioni di dollari, non potevano iniziare subito. Nell'aprile 2019 il tender della 3985, No. 25-C-311, è stato assegnato all'appena restaurata Big Boy 4014, che ha di fatto rimpiazzato la Challenger. Nel gennaio 2020, Ed Dickens, il responsabile dello UP Steam Team, ha annunciato che la 3985 è stata definitivamente dismessa, poiché mantenere ben tre vaporiere sarebbe troppo per i volontari. Nell'aprile 2022 il Railroading Heritage of Midwest America (RRHMA), un'associazione di treni storici situata a Silvis (Illinois) ha acquistato la 3985 e altro materiale rotabile, quali il tender No. 25-C-116 della 4014, la No. 5511, una vaporiera TTT-6 accantonata nella rimessa e mai restaurata, la No. 6936 "Centennial", una EMD DDA40X diesel-elettrica dismessa, una EMD E9-B, alcune carrozze inutilizzate e un caboose, con l'intento di restaurare meccanicamente il tutto. Il 13 maggio 2013 il RRHMA ha avviato una raccolta fondi per i lavori, mentre l'11 novembre la UP ha iniziato a traslocare i mezzi donati, giunti alle officine di Silvis il 19 novembre. Nel gennaio 2023 sono iniziati i lavori di restauro della 3985.